# Ti'amat-baszti
Ti'amat-baszti (akad. Ti'āmat-bāštī, w transliteracji z pisma klinowego zapisywane A.AB.BA-ba-áš-ti) – małżonka (sum. lukur) króla Szu-Suena (2037-2030 p.n.e.) z III dynastii z Ur. W trakcie wykopalisk w Uruk odnaleziono koral wykonany z agatu z umieszczoną na nim następującą inskrypcją: „Ti'amat-baszti, ukochana małżonka Szu-Suena, króla Ur” (A.AB.BA-ba-áš-ti lukur-ki-ág-dšu-dEN.ZU lugal-uri5ki-ma-ka). 